# Фомин городок
Фомин городок — древнерусский город, центр удельного Фоминского княжества, входившего в состав Смоленской земли.
Располагался на границе современных Тверской и Смоленской областей при впадении Осуги в Вазузу. «Место довольно крепкое, городок обнесён валом». В 1970-х годах городище частично затоплено водами Вазузского водохранилища. Поблизости находится деревня Фомино городище.
Городище относится к памятникам истории и культуры местного значения.